# Gonzalagunia ovatifolia
Gonzalagunia ovatifolia är en måreväxtart som först beskrevs av John Donnell Smith, och fick sitt nu gällande namn av Benjamin Lincoln Robinson. Gonzalagunia ovatifolia ingår i släktet Gonzalagunia och familjen måreväxter. Inga underarter finns listade i Catalogue of Life.